# Lertha sofiae
Lertha sofiae là một loài côn trùng trong họ Nemopteridae thuộc bộ Neuroptera. Loài này được Monserrat miêu tả năm 1988.